# Quiche
Een quiche is een open hartige taart, meestal gemaakt met een zanddeegbodem van bloem, water en boter. De vulling bestaat uit een luchtig opgeklopte mix van eieren en room. Hier worden dan vervolgens nog groenten, vlees of vis aan toegevoegd. Quiche wordt meestal warm, maar ook wel afgekoeld opgediend.
De meest bekende quiche is de quiche lorraine, waarbij spek het hoofdingrediënt is. Een traditionele quiche lorraine bevat geen kaas. Een Quiche Alsacienne is een Quiche Lorraine met ui. Tarte flambée (Duits: Flammkuchen) is een met quiche vergelijkbaar gerecht, al lijkt Tarte flambée meer op pizza.  
Quiche is afkomstig uit Lotharingen (Frans: Lorraine), wisselend een Duitse of een Franse streek. De verfranste naam is afgeleid van een woord uit de streektaal dat verwant is aan het Duitse woord Kuchen (koek).